# Герб Нікарагуа
Герб Нікара́гуа — офіційний геральдичний символ держави Республіка Нікарагуа, що розташована у Центральній Америці. Остаточний вигляд герба було прийнято 5 вересня 1908 року, а затверджено на законодавчому рівні 27 серпня 1971 року.
Центральним елементом герба є трикутник, який означає рівність усіх громадян. Веселка є традиційним символом миру, а фригійський ковпак символізує свободу. П'ять вулканів, які виходять із моря, символізують п'ять держав-членів Об'єднаних Областей Центральної Америки — союзні та братерські стосунки між ними. Оточує композицію національне гасло Нікарагуа — «Республіка Нікарагуа — Центральна Америка» (ісп. «República de Nicaragua - América Central»)